# Хаммер, Ян
Ян Хаммер (чеш. Jan Hammer, 17 апреля 1948, Прага) — американский композитор и пианист чешского происхождения. В начале 1970-х годов участвовал в рок-группе Mahavishnu Orchestra, является автором известного музыкального сопровождения к телесериалу «Полиция Майами». Лауреат нескольких премий «Грэмми». Сын джазовой певицы Власты Пруховой.

## Биография
С детства увлекался игрой на джазовом фортепиано, поступил в Пражскую академию музыки. После ввода советских войск в Чехословакию (1968) Хаммер уехал в США, где был принят в Музыкальный колледж Беркли и получил стипендию. В начале 1970-х выступал вместе с Джерри Гудменом, Элвином Джонсоном и Сарой Вон.
В 1971 году Хаммер стал участником прогрессивной рок-группы Mahavishnu Orchestra, с которой выпустил несколько альбомов. Сольно принял участие в записях фьюжн-альбомов «Spectrum» Билли Кобэма (1973) и «Teaser» Томми Болина (1975). Позднее сотрудничал с Джеффом Беком и Элом Ди Меолой.
В 1980-х годах Хаммер работал на телевидении. Наибольший успех имело музыкальное сопровождение, написанное им к телесериалу «Полиция Майами». Главная тема фильма, будучи выпущённой на пластинке, возглавила Billboard Hot 100 и получила статус платиновой. На протяжении последующих 28 лет ни одна другая инструментальная мелодия не смогла возглавить американские чарты. Другая мелодия из сериала — Crockett’s Theme — больше успеха имела в Европе.

## Дискография

### Альбомы соло-проектов
- The Jan Hammer — Trio Maliny Maliny (aka Make Love) (1968) MPS Records
- Jerry Goodman & Jan Hammer — Like Children (1974) Nemperor / Sony
- Jan Hammer — The First Seven Days[англ.] (1975) Nemperor / Sony
- Jan Hammer Group — Oh Yeah? (1976) Nemperor / Sony
- Jan Hammer Group — Jeff Beck with the Jan Hammer Group Live (1977) Epic
- Jan Hammer Group — Melodies (1977) Nemperor / Sony
- Hammer — Black Sheep (1978) Elektra / Asylum
- Hammer — Hammer (1979) Elektra / Asylum
- Neal Schon & Jan Hammer — Untold Passion (1981) Columbia
- Neal Schon & Jan Hammer — Here to Stay (1983) Columbia
- Jan Hammer — Miami Vice (1985) MCA
- Jan Hammer — The Early Years (1986) Nemperor / Sony
- Jan Hammer — Escape from Television (1987) MCA
- Jan Hammer — Snapshots (1989) MCA
- Jan Hammer — Police Quest 3 Soundtrack (PC game) (1991) Sierra
- Jan Hammer — BEYOND The Mind’s Eye (1992) Miramar / MCA
- Jan Hammer — Drive (1994) Miramar
- Jan Hammer — Snaphots 1.2 (2000) One Way
- Jan Hammer — Miami Vice: The Complete Collection (2002) One Way
- Jan Hammer — The First Seven Days (Remastered) (2003) Columbia/Legacy
- Jan Hammer — The Best of Miami Vice (2004) Reality Records
- Jan Hammer — Black Sheep/Hammer (2 CD Set) (2005) Wounded Bird Records
- Jan Hammer Project (Featuring TQ) — «Crockett’s Theme» (2006) LuckySong/Sony/BMG
- Jan Hammer — «Cocaine Cowboys» Soundtrack (2007) Red Gate Records
- Jan Hammer Group — «Live In New York» (2008) Red Gate Records
- Jan Hammer (1992 year) — "Three's crowd" Tales from the Crypt (soundtrack for three's a crowd 1992 year).

### Альбомы в составеMahavishnu Orchestra
- 1971 — The Inner Mounting Flame
- 1973 — Birds of Fire
- 1973 — Between Nothingness and Eternity
- 1980 — The Best of The Mahavishnu Orchestra
- 1973 — The Lost Trident Sessions

### Альбомы с Джеффом Беком
- 1976 — Wired
- 1977 — Jeff Beck with the Jan Hammer Group Live
- 1980 — There and Back
- 1985 — Flash
- 1999 — Who Else!

### Альбомы с Элом Ди Меолой
- 1977 — Elegant Gypsy
- 1980 — Splendido Hotel
- 1982 — Tour De Force – Live
- 1982 — Electric Rendezvous

#### Альбомы с разными коллективами
- 1974 — Stanley Clarke (со Стэнли Кларком)

## Фильмография
- 1986, 1987 — Полиция Майами — музыкант на свадьбе (серии «One Way Ticket» и «Like a Hurricane»)
- 1992 — Ян Хаммер: Сверхвоображение (музыкальный фильм)